# Supercopa de los Países Bajos 2010
La Supercopa de los Países Bajos 2010 (Johan Cruijff Schaal 2010 en neerlandés) fue la 21.ª edición de la Supercopa de los Países Bajos. El partido se jugó el 31 de julio de 2010 en el Amsterdam Arena entre el Twente, campeón de la Eredivisie 2009-10 y el Ajax de Ámsterdam, campeón de la KNVB Beker 2009-10. Twente ganó por 1-0 en el Amsterdam Arena frente a 25.000 espectadores.
| Twente            |  | Bandera de los Países Bajos |  | Campeón de la Eredivisie 2009-10               |
| Ajax de Ámsterdam |  | Bandera de los Países Bajos |  | Campeón de la Copa de los Países Bajos 2009-10 |

## Partido
| 30 de julio de 2010, 18:00 | Ajax de Ámsterdam | 0:1 (0:1) | Twente        | Amsterdam Arena, Ámsterdam                             |                                                        |
|                            |                   | Reporte   | 8' L. de Jong | Asistencia: 25.000 espectadores Árbitro(s): Kevin Blom | Asistencia: 25.000 espectadores Árbitro(s): Kevin Blom |

|                          |
| Campeón Twente 1º título |